# 민주혁명당
민주혁명당(스페인어: Partido de la Revolución Democrática, PRD)은 1989년 5월 5일에 창설된 멕시코의 사회민주주의 정당이다.
2006년까지 민주혁명당의 정치인들은 바하 칼리포르니아·사카테카·미쵸아칸·게레로·수도 연방구역의 지자체장을 맡았다. 민주혁명당은 멕시코의 남부에서 우세하였고 특히 타바스코·모렐로·틀락스칼라·치아파스 오아하카·베라크루스에서 우세를 점하였다. 하지만 2012년 대선에서 패배한 이후 안드레스 마누엘 로페스 오브라도르가 당에서 이탈하여 국가재건운동을 창당하면서 당세가 위축되자 2018년 대선에서는 보수 정당인 국민행동당과 연합하기에 이른다.

## 역대 선거 결과

### 대통령 선거
| 선거명                    | 대통령 후보                       | 득표수     | 득표율 | 당락 |
| ------------------------- | --------------------------------- | ---------- | ------ | ---- |
| 1994년 멕시코 대통령 선거 | 쿠아우테모크 카르데나스           | 5,852,134  | 16.59% | 낙선 |
| 2000년 멕시코 대통령 선거 | 쿠아우테모크 카르데나스           | 6,256,780  | 16.64% | 낙선 |
| 2006년 멕시코 대통령 선거 | 안드레스 마누엘 로페스 오브라도르 | 12,610,120 | 35.31% | 낙선 |
| 2012년 멕시코 대통령 선거 | 안드레스 마누엘 로페스 오브라도르 | 12,610,120 | 31.60% | 낙선 |
| 2018년 멕시코 대통령 선거 | 리카르도 아나야                   | 12,610,120 | 22.28% | 낙선 |

### 총선
| 년도 | 하원 득표수 | 하원 득표율 | 하원 의석 | 상원 득표수 | 상원 득표율 | 상원 의석 |
| ---- | ----------- | ----------- | --------- | ----------- | ----------- | --------- |
| 1994 | 5,728,733   | 16.7%       | 71 / 500  | 5,579,949   | 16.8%       | 8 / 128   |
| 1997 | 7,518,903   | 25.7%       | 125 / 500 | 7,564,656   | 25.8%       | 16 / 128  |
| 2000 | 6,990,143   | 18.7%       | 67 / 500  | 7,027,994   | 18.8%       | 16 / 128  |
| 2003 | 4,707,009   | 18.2%       | 97 / 500  |             |             |           |
| 2006 | 12,013,364  | 29.0%       | 158 / 500 | 12,397,008  | 29.7%       | 36 / 128  |
| 2009 | 4,228,627   | 12.2%       | 71 / 500  |             |             |           |
| 2012 | 13,502,179  | 27.0%       | 101 / 500 | 13,718,847  | 27.3%       | 28 / 128  |
| 2015 | 4,335,731   | 10.87%      | 56 / 500  |             |             |           |
| 2018 | 2,967,969   | 5.27%       | 23 / 500  | 2,984,861   | 5.27%       | 9 / 128   |
| 2021 | 1,792,700   | 3.64%       | 7 / 500   |             |             |           |

## 주요 당원

### 현재 활동 인물
- 콰우테모크 카르데나스
- 마르셀로 에브라르드
- 아말리아 가르시아
- 헤수스 오르테가
- 파블로 고메스
- 포르피리오 무뇨스 레도

## 같이 보기
- 멕시코의 정당